# Dioptaz

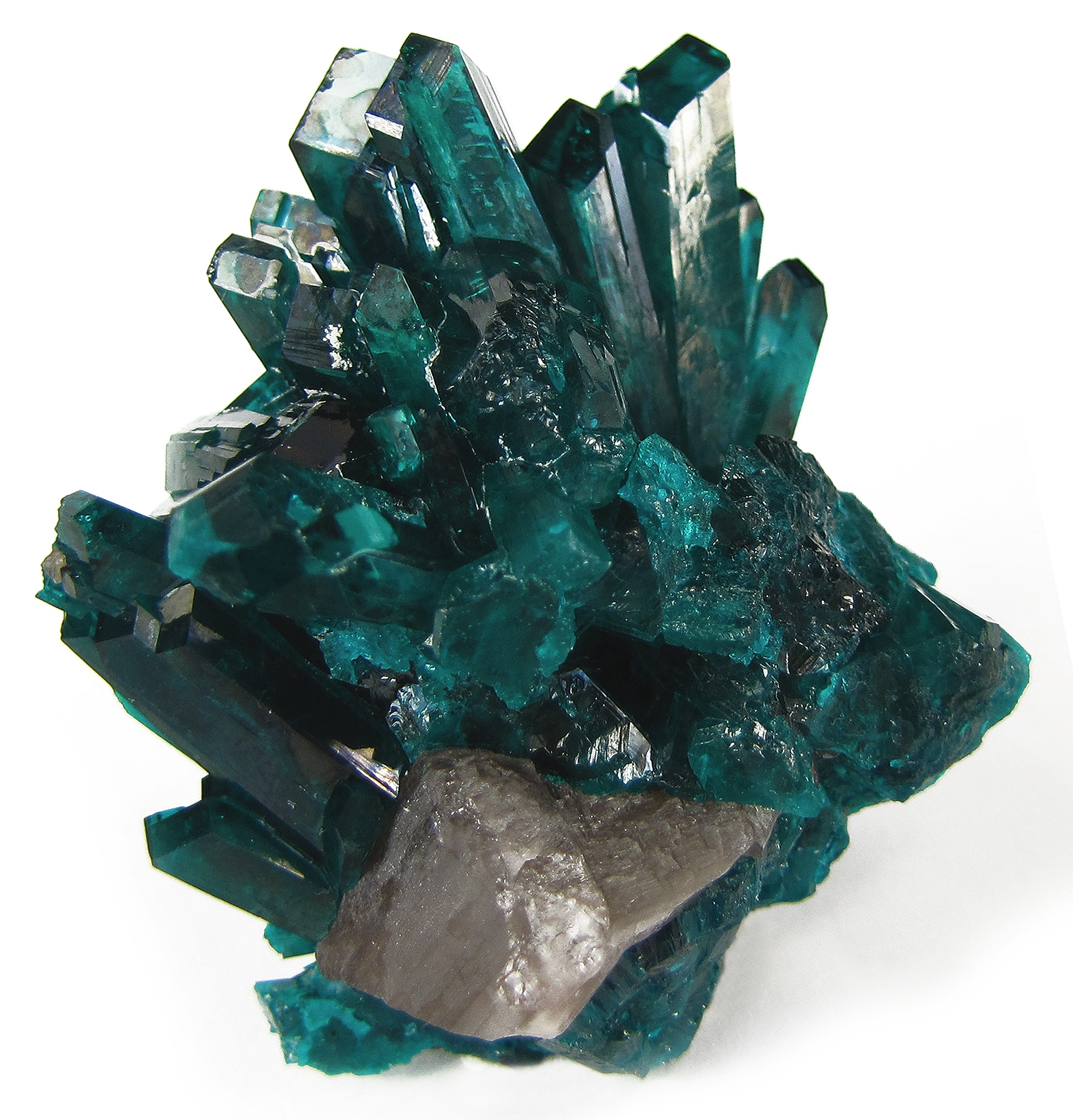
Cristale de dioptaz pe ceruzit

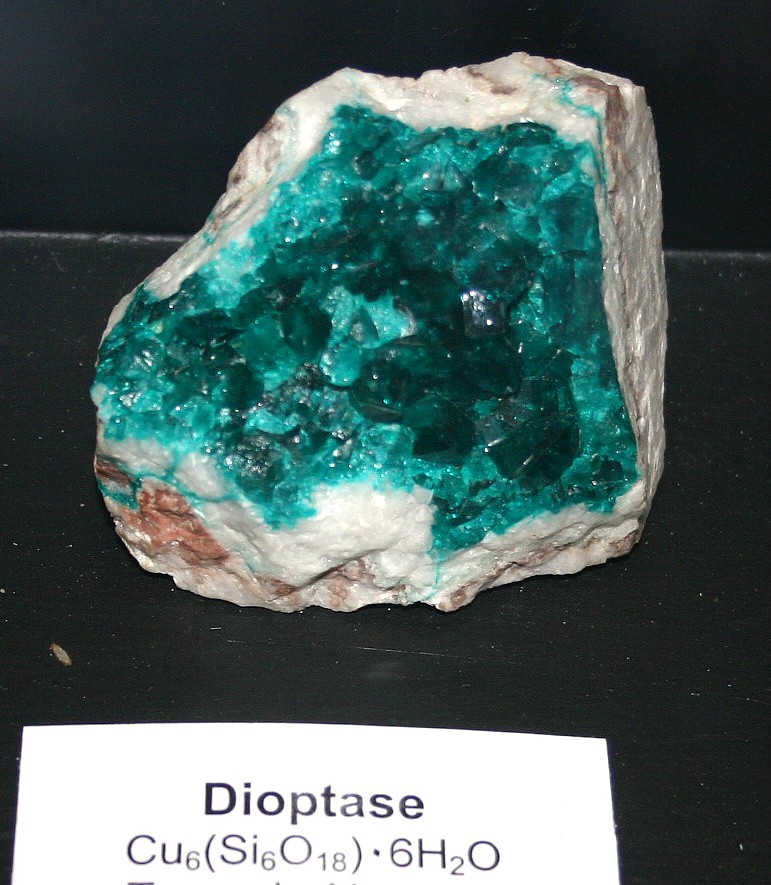
Cristale de dioptaz

Mineralul dioptaz este un silicat hidratat de  cupru. Se mai numește smarald de cupru, din cauza culorilor asemănătoare. Formula sa chimică este Cu6[Si6O18] x 6H2O.

## Istoric și etimologie
Numele dioptaz este derivat din cuvintele grecești „dia” (prin) și „optomai” (a vedea), deoarece pe acest mineral sunt vizibile foarte bine planurile de clivaj. Mineralul a fost descris pentru prima dată de către savantul german Rudolph Ferber, la sfârșitul secolului al XVIII - lea, care însă l-a definit incorect ca o varietate de smarald. Abatele francez René Just Haüy este cel care a descoperit că dioptazul este un mineral diferit față de smarald. El este cel care l-a descris și i-a dat numele de dioptaz în anul 1801.

## Descriere
Dioptazul cristalizează în sistemul trigonal. Se formează împreună cu carbonații de cupru prin alterarea sulfurilor de cupru. Are culoarea verde-închis de smarald și luciu sticlos. Are o duritate medie de 5 pe scara Mohs. Este solubil în acid azotic și acid clorhidric.

## Depozite
Dioptazul este un mineral rar care se găsește în zonele de oxidare a depunerilor de cupru. În cantități mai mari se găsește în Kazahstan, Namibia, Republica Democrată Congo, Chile, Peru.
În România se întâlnește mai ales în zona localității Băița din județul Bihor.

## Utilizare
Cele mai frumoase eșantioane pot fi confundate cu smaraldul, la prima vedere. Totuși dioptazul nu este folosit la bijuterii deoarece este foarte moale. Este totuși tăiat și păstrat în colecții pentru ca lumea să-i vadă frumusețea. De obicei, este tăiat briliant sau caboșon, iar acestea la un unghi de 40°. Atunci când este tăiat astfel, are un aspect uimitor.